# HSL-Oost
Hogesnelheidslijn Oost (kurz: HSL-Oost, deutsch Schnellfahrstrecke Ost) ist der Name einer ehemals geplanten Schnellfahrstrecke von Amsterdam nach Deutschland. Die Linie sollte über Utrecht und Arnheim verlaufen.
Bereits im niederländischen Bahnkonzept Rail 21 (1988), anschließend überführt in das Tweede Structuurschema Verkeer en Vervoer (SVV-2), war der Ausbau der Verbindung Amsterdam–Arnhem auf vier Gleise samt Geschwindigkeitserhöhung vorgesehen. In der Vereinbarung von Warnemünde sagten die Niederlande einen Ausbau der Verbindung Amsterdam–Utrecht–Arnhem–Grenze (NL/D) „für den Hochgeschwindigkeitsverkehr überwiegend bis auf 200 km/h“ zu, wobei der Abschnitt Amsterdam–Utrecht bis spätestens 2005 und der Abschnitt Utrecht–Grenze (NL/D) bis spätestens 2010 fertiggestellt sein sollten.
Während für den Abschnitt Amsterdam–Utrecht der Ausbau der Bestandsstrecke beschlossen wurde, wurden im Abschnitt Utrecht-Arnhem bestandsnahe und bestandsferne Varianten erwogen. Eine 2000 vom Centraal Planbureau durchgeführte Kosten-Nutzen-Analyse ergab, dass gegenüber der sogenannten „Basisvariante“, bei der Hochgeschwindigkeitszüge auf der zweigleisigen Bestandsstrecke mit bis zu 140 km/h verkehren und über Köln hinweg nach Frankfurt durchgebunden werden sollten, zwischen Utrecht und Arnhem ein viergleisiger Ausbau weder auf 200 km/h noch auf 300 km/h wirtschaftlich wäre. Im Sommer 2000 wurde der viergleisige Ausbau in diesem Abschnitt aufgegeben. Als Konsequenz wird auf deutscher Seite die Erhöhung der Streckenhöchstgeschwindigkeit der Bahnstrecke Oberhausen–Arnhem auf 200 km/h vorerst nicht weiter verfolgt.
Der Abschnitt zwischen Amsterdam Bijlmer ArenA und Utrecht wurde bis 2007 auf vier Gleise ausgebaut, davon zwei Gleise für 200 km/h. Um Züge mit dieser Geschwindigkeit führen zu können, wurde die Strecke mit ETCS ausgerüstet. 2013 wurde das Zusammenspiel von ETCS und dem niederländischen Zugsicherungssystem ATB auf der Strecke getestet. Aufgrund von Problemen mit dem Untergrund können Züge jedoch nicht mit 200 km/h verkehren. 2023 wurde die ETCS-Ausrüstung dieses Abschnitts auf Baseline 3 aktualisiert.